# 位置向量

在三维空间中的曲线。位置向量r由标量t来参数化。在r = a时红色直线是这个曲线在此点的切线，垂直于蓝色平面。

位置向量（position vector，location vector，radius vector）又稱向徑、矢徑、位矢，是几何学中用来表示空间裡某质点或物体相对于某参考点的“几何位置”的向量。
設定一坐标系，參考这坐标系，质点或物体的坐标，就是相对于這坐标系的原点的位置向量。在运动学裏，位置向量是描述质点运动的基本参量，是一个向量：有大小，也有方向。

## 位置向量
从坐标原点指向质点所在位置的向量称为位置向量，亦稱位置矢量，简称位矢。
选定参考系，质点的位置由原点到质点的位置向量{\displaystyle \mathbf {r} }表示，随著时间{\displaystyle t}的演化，位置向量{\displaystyle \mathbf {r} (t)}可以描述质点的运动。在力学裏，位置向量常被用来跟踪质点、粒子、或刚体的运动。
微分几何用位置向量函数来描述连续性可微分曲线，其独立参数可以是时间，角度，或曲线径长。

## 不同坐标系中的位置向量

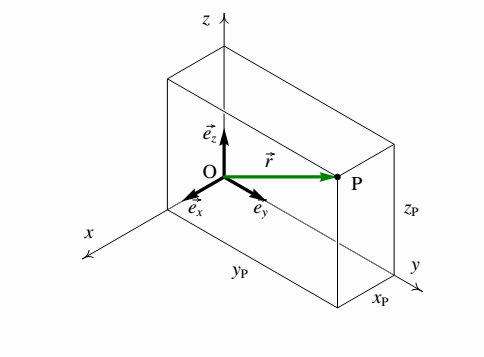
在三维直角坐标系中的位置向量P

在线性代数裏，位置向量可以表達为基向量的线性组合。

### 二维坐标系
- 直角坐标系：{\displaystyle \mathbf {r} =x{\hat {\mathbf {i} }}+y{\hat {\mathbf {j} }}}
- 极坐标系：{\displaystyle \mathbf {r} =r{\hat {\mathbf {r} }}}

### 三维坐标系
- 直角坐标系：{\displaystyle \mathbf {r} =x{\hat {\mathbf {i} }}+y{\hat {\mathbf {j} }}+z{\hat {\mathbf {k} }}}
- 圓柱坐标系：{\displaystyle \mathbf {r} =\rho {\hat {\boldsymbol {\rho }}}\ +z{\hat {\mathbf {z} }}}
- 球坐标系：{\displaystyle \mathbf {r} =r{\hat {\mathbf {r} }}}

## 位置向量的导数

经典质点的运动学量：质量 m，位置 r，速度 v，加速度 a。

位置向量的改变称为位移，就是质点移动后的位置向量减去移动前的位置向量。位置向量{\displaystyle \mathbf {r} }對於时间{\displaystyle t}的的导数称为速度向量{\displaystyle \mathbf {v} }：
{\displaystyle \mathbf {v} ={\mathrm {d} \mathbf {r}  \over \mathrm {d} t}}
位置向量對於时间的二阶导数称为加速度向量{\displaystyle \mathbf {a} }：
{\displaystyle \mathbf {a} ={\mathrm {d} ^{2}\mathbf {r}  \over \mathrm {d} t^{2}}}

## 參閱
- 仿射空間
- 曲線
- 參數曲面（parametric surface）